# Kredsdans
Kredsdansen er en meget populær dans under folkedansere. Kædedans er også en kredsdans. 
Kredsdansen opstår omkring 1100 som ikke-kultisk dans. Senere blev kredsdansen den dominerende dansstilen i middelalderen. Meget kendt i de nordiske lande er balladen.
| Dans | Spire Denne artikel om dans eller danseudtryk er en spire som bør udbygges. Du er velkommen til at hjælpe Wikipedia ved at udvide den. |